# Rhynchospora stricta
Rhynchospora stricta är en halvgräsart som beskrevs av Johann Otto Boeckeler. Rhynchospora stricta ingår i släktet småag, och familjen halvgräs. Inga underarter finns listade i Catalogue of Life.